# Paëlla Chimicos
Paella Chimicos, puis Paëlla en 2000 et, depuis 2011, Paella?, de son vrai nom Michel Palacios, est un artiste français, affichiste et dessinateur, né en 1962.

## Biographie
Paëlla Chimicos prend son pseudonyme (anagramme de ses nom et prénom) en 1985, date à laquelle il intègre le collectif des artistes des Frigos.
Son œuvre, dans la mouvance de la figuration libre, se décline d'abord sous forme de multiples : tracts, et surtout, affichettes sérigraphiées et collées dans les rues. Il participe au M.U.R. en juillet 2010.

## Expositions

### Expositions collectives
- 1987 : "Free Art, l'année Beaubourg", exposition réalisée à l'occasion du 10e anniversaire du Centre Pompidou, au "Free-Time" de la rue Saint-Martin, à Paris, avec, entre autres, Robert Combas, Miss Tic, SP 38, Jérôme Mesnager, Jean Starck, Lolochka, Daniel Baugeste, Ody Saban, Henri Schurder, Banlieue-Banlieue, Jef Aérosol, Daniel Cueva, Pascal Barbe, François Boirond, Rafael Gray, les VLP, Frédéric Voisin…
- 2012 : « Collages urbains », Le Cabinet d'amateur[2]